# Кубок вызова МХЛ 2011
Кубок вызова Молодёжной Хоккейной Лиги-2011 прошёл в Уфе в сезоне 2010/11 12 февраля 2011 года в одной из крупнейших арен КХЛ — «Уфа-Арене». Это была вторая игра молодёжных команд в истории Молодёжной Хоккейной Лиги.

## События, предшествовавшие матчу
Матч прошёл в формате «Восток против Запада». Команда Запада сформирована из хоккеистов клубов, выступающих в Западной конференции, а команда Востока — из представителей Восточной конференции.

## Составы команд
| Сборная Востока                                                   | Сборная Востока                                                   | Сборная Востока                                                   | Сборная Востока                                                   | Сборная Запада                                               | Сборная Запада                                               | Сборная Запада                                               | Сборная Запада                                               |
| ----------------------------------------------------------------- | ----------------------------------------------------------------- | ----------------------------------------------------------------- | ----------------------------------------------------------------- | ------------------------------------------------------------ | ------------------------------------------------------------ | ------------------------------------------------------------ | ------------------------------------------------------------ |
| №                                                                 | Гр.                                                               | Имя и фамилия                                                     | Команда                                                           | №                                                            | Гр.                                                          | Имя и фамилия                                                | Команда                                                      |
| Вратари                                                           |                                                                   |                                                                   |                                                                   |                                                              |                                                              |                                                              |                                                              |
| 39                                                                | Россия                                                            | Андрей Симороз                                                    | Газовик                                                           | 50                                                           | Латвия                                                       | Кристерс Гудлевскис                                          | Рига                                                         |
| 50                                                                | Россия                                                            | Рафаэль Хакимов                                                   | Толпар                                                            | 62                                                           | Россия                                                       | Роман Смирягин                                               | Алмаз                                                        |
| Защита                                                            |                                                                   |                                                                   |                                                                   |                                                              |                                                              |                                                              |                                                              |
| 43                                                                | Россия                                                            | Максим Игнатович                                                  | Стальные лисы                                                     | 2                                                            | Россия                                                       | Роман Таталин                                                | Русские витязи                                               |
| 6                                                                 | Россия                                                            | Константин Плаксин                                                | Белые медведи                                                     | 33                                                           | Беларусь                                                     | Денис Грибко                                                 | Юность                                                       |
| 9                                                                 | Россия                                                            | Виктор Антипин                                                    | Стальные лисы                                                     | 3                                                            | Россия                                                       | Александр Карпушкин                                          | Шериф                                                        |
| 30                                                                | Россия                                                            | Антон Капотов                                                     | Кузнецкие медведи                                                 | 5                                                            | Россия                                                       | Антон Попов                                                  | Химик                                                        |
| 47                                                                | Россия                                                            | Станислав Калашников                                              | Омские ястребы                                                    | 7                                                            | Россия                                                       | Ильдар Валеев                                                | Химик                                                        |
| 64                                                                | Россия                                                            | Евгений Кунаев                                                    | Чайка                                                             | 15                                                           | Россия                                                       | Дмитрий Молодцов                                             | Серебряные львы                                              |
| 72                                                                | Россия                                                            | Владислав Беро                                                    | Олимпия                                                           | 94                                                           | Беларусь                                                     | Николай Гончаров                                             | Минские зубры                                                |
| 77                                                                | Россия                                                            | Валерий Васильев                                                  | Ладья                                                             | 79                                                           | Россия                                                       | Артур Амиров                                                 | Локо                                                         |
| Нападение                                                         |                                                                   |                                                                   |                                                                   |                                                              |                                                              |                                                              |                                                              |
| 15                                                                | Россия                                                            | Дмитрий Потайчук                                                  | Белые тигры                                                       | 32                                                           | Латвия                                                       | Раймондс Вилкойтс                                            | Рига                                                         |
| 23                                                                | Россия                                                            | Александр Стрельцов                                               | Авто                                                              | 61                                                           | Россия                                                       | Александр Денежкин                                           | Крылья Советов                                               |
| 28                                                                | Россия                                                            | Денис Голубев                                                     | Барс                                                              | 69                                                           | Россия                                                       | Алексей Зайцев                                               | Алмаз                                                        |
| 60                                                                | Россия                                                            | Артём Гареев                                                      | Толпар                                                            | 71                                                           | Россия                                                       | Александр Гоголев                                            | Спартак                                                      |
| 18                                                                | Россия                                                            | Станислав Бочаров                                                 | Барс                                                              | 90                                                           | Россия                                                       | Павел Дедунов                                                | Амурские тигры                                               |
| 71                                                                | Россия                                                            | Кирилл Полозов                                                    | Толпар                                                            | 99                                                           | Россия                                                       | Антон Лазарев                                                | Мытищинские атланты                                          |
| 82                                                                | Россия                                                            | Сергей Емелин                                                     | Толпар                                                            | 91                                                           | Россия                                                       | Никита Точицкий                                              | СКА-1946                                                     |
| 88                                                                | Россия                                                            | Ярослав Альшевский                                                | Реактор                                                           | 95                                                           | Россия                                                       | Альберт Конозов                                              | СКА-1946                                                     |
| 91                                                                | Россия                                                            | Филипп Савченко                                                   | Авто                                                              | 59                                                           | Латвия                                                       | Юрис Упитис                                                  | Рига                                                         |
| 95                                                                | Россия                                                            | Евгений Григоренко                                                | Стальные лисы                                                     | 96                                                           | Россия                                                       | Игнат Земченко                                               | Алмаз                                                        |
| 99                                                                | Россия                                                            | Станислав Альшевский                                              | Реактор                                                           | 97                                                           | Россия                                                       | Никита Гусев                                                 | Красная армия                                                |
| 40                                                                | Россия                                                            | Даниил Апальков                                                   | Стальные лисы                                                     | 16                                                           | Россия                                                       | Максим Зюзякин                                               | Локо                                                         |
| Тренеры                                                           |                                                                   |                                                                   |                                                                   |                                                              |                                                              |                                                              |                                                              |
| Главный тренер: Евгений Корешков Всеволод Елфимов Александр Семак | Главный тренер: Евгений Корешков Всеволод Елфимов Александр Семак | Главный тренер: Евгений Корешков Всеволод Елфимов Александр Семак | Главный тренер: Евгений Корешков Всеволод Елфимов Александр Семак | Главный тренер: Леонид Тамбиев Вадим Привалов Игорь Горбенко | Главный тренер: Леонид Тамбиев Вадим Привалов Игорь Горбенко | Главный тренер: Леонид Тамбиев Вадим Привалов Игорь Горбенко | Главный тренер: Леонид Тамбиев Вадим Привалов Игорь Горбенко |

## Ход игры
| 12 февраля 2011 | Восток | 3 : 2 (0:1, 0:1, 2:0, 0:0, 2:0) | Запад | Уфа-Арена Зрителей: 7950 |

| Отчёт                                                                                          | Отчёт                         | Отчёт                                        | Отчёт                        | Отчёт                                |
| ---------------------------------------------------------------------------------------------- | ----------------------------- | -------------------------------------------- | ---------------------------- | ------------------------------------ |
|                                                                                                |                               |                                              |                              |                                      |
|                                                                                                | Хакимов (29:57, Симороз)      | Вратари                                      | Гудлевскис (30:08, Смирягин) | Судьи: Наумов (Тольятти) Кулёв (Уфа) |
|                                                                                                | Голы:                         |                                              |                              | Судьи: Наумов (Тольятти) Кулёв (Уфа) |
| Апальков (Григоренко) 55:59 (бол.) Стрельцов (Калашников, Савченко) 55:59 Стрельцов 65:00 (ПБ) | 0 : 1 0 : 2 1 : 2 2 : 2 3 : 2 | Гусев (Точицкий) 03:15 Гусев (Лазарев) 39:01 |                              | Судьи: Наумов (Тольятти) Кулёв (Уфа) |
|                                                                                                |                               |                                              |                              | Судьи: Наумов (Тольятти) Кулёв (Уфа) |
|                                                                                                |                               |                                              |                              | Судьи: Наумов (Тольятти) Кулёв (Уфа) |
|                                                                                                |                               |                                              |                              | Судьи: Наумов (Тольятти) Кулёв (Уфа) |
| 6 мин                                                                                          | Штраф                         | 10 мин                                       |                              | Судьи: Наумов (Тольятти) Кулёв (Уфа) |
|                                                                                                |                               |                                              |                              |                                      |
|                                                                                                | 41                            | Броски                                       | 23                           |                                      |